# Bob Ducsay
Bob Ducsay (1962) è un montatore statunitense.

## Filmografia

### Cinema
- Scommesse al college (Catch Me If You Can), regia di Stephen Sommers (1989)
- Writer's Block, regia di Fred Gallo (1990) - cortometraggio
- Seduzione fatale (Fatal Charm), regia di Fritz Kiersch (1990)
- Eroe per forza (Killing Streets), regia di Stephen Cornwell (1991)
- Navy Seals - I giovani eroi (The Finest Hour), regia di Shimon Dotan (1992)
- Hit the Dutchman, regia di Menahem Golan (1992)
- Le avventure di Huck Finn (The Adventures of Huck Finn), regia di Stephen Sommers (1993)
- Love e una .45 (Love and a .45), regia di C.M. Talkington (1994)
- Mowgli - Il libro della giungla (The Jungle Book), regia di Stephen Sommers (1994)
- Tremors 2: Aftershocks (Tremors II: Aftershocks), regia di S.S. Wilson (1996)
- Star Kid, regia di Manny Coto (1997)
- Deep Rising - Presenze dal profondo (Deep Rising), regia di Stephen Sommers (1998)
- La mummia (The Mummy), regia di Stephen Sommers (1999)
- La mummia - Il ritorno (The Mummy Returns), regia di Stephen Sommers (2001)
- Impostor, regia di Gary Fleder (2001)
- Van Helsing, regia di Stephen Sommers (2004)
- Revenge of the Mummy: The Ride, regia di Michael Carone e Stephen Sommers - cortometraggio (2004)
- G.I. Joe - La nascita dei Cobra (G.I. Joe: The Rise of Cobra), regia di Stephen Sommers (2009)
- L'ultimo dei templari (Season of the Witch), regia di Dominic Sena (2011)
- Looper, regia di Rian Johnson (2012)
- Il cacciatore di giganti (Jack the Giant Slayer), regia di Bryan Singer (2013)
- Godzilla, regia di Gareth Edwards (2014)
- San Andreas, regia di Brad Peyton (2015)
- Tartarughe Ninja - Fuori dall'ombra (Teenage Mutant Ninja Turtles: Out of the Shadows), regia di Dave Green (2016)
- Star Wars - Gli ultimi Jedi (Star Wars: Episode VIII - The Last Jedi), regia di Rian Johnson (2017)
- Rampage - Furia animale (Rampage), regia di Brad Peyton (2018)
- Cena con delitto - Knives Out (Knives Out), regia di Rian Johnson (2019)
- Godzilla II - King of the Monsters (Godzilla: King of the Monsters), regia di Michael Dougherty (2019)
- Space Jam: New Legends (Space Jam: A New Legacy), regia di Malcolm D. Lee (2021)
- Glass Onion: Knives Out (Glass Onion: A Knives Out Mystery), regia di Rian Johnson (2022)

### Televisione
- State of Fear, regia di Stephen Cornwell – film TV (1988)
- Vittima silenziosa (Silent Victim), regia di Menahem Golan – film TV (1993)
- L.A. Doctors – serie TV (1998)

### Produttore
- La mummia - La tomba dell'Imperatore Dragone (The Mummy: Tomb of the Dragon Emperor), regia di Rob Cohen (2008)